# James Tillman
James H. Tillman (* 27. Juni 1869 in South Carolina; † 1. April 1911 in Asheville, North Carolina) war ein US-amerikanischer Politiker. Zwischen 1901 und 1903 war er Vizegouverneur des Bundesstaates South Carolina.

## Werdegang
James Tillman war der Neffe von Benjamin Tillman (1847–1918), der Gouverneur von South Carolina und US-Senator für diesen Staat war. Nach einem Jurastudium und seiner Zulassung als Rechtsanwalt begann er in Edgefield in diesem Beruf zu arbeiten. Er war auch in der Miliz aktiv, in der er im Jahr 1891 zum Hauptmann ernannt wurde. Während des Spanisch-Amerikanischen Krieges von 1898 war er zunächst Oberstleutnant beim Regiment 1st South Carolina Volunteer Infantry. Nach dem Tod des Kommandeurs wurde er zum Oberst und zu dessen Nachfolger ernannt. Er war mit seiner Einheit aber nicht im Kriegseinsatz, sondern stets im heimatlichen South Carolina stationiert.
Politisch war Tillman wie sein Onkel Mitglied der Demokratischen Partei. Im Jahr 1900 wurde er an der Seite von Miles Benjamin McSweeney zum Vizegouverneur von South Carolina gewählt. Dieses Amt bekleidete er zwischen 1901 und 1903. Dabei war er Stellvertreter des Gouverneurs und Vorsitzender des Staatssenats. 1902 kandidierte er erfolglos in den Vorwahlen für das Amt des Gouverneurs. Diese Niederlage schrieb er unter anderem auch dem Journalisten Narciso Gener Gonzales zu. Dieser war schon seit Jahrzehnten ein politischer Gegner der Tillmans und schrieb kritische Zeitungsartikel über deren Politik. Am 15. Januar 1903, kurz vor dem Ende seiner Amtszeit als Vizegouverneur, schoss James Tillman vor dem State House in Columbia auf Gonzales. Dieser erlag wenige Tage später seinen Verletzungen. Die Tat wurde von mehreren Augenzeugen beobachtet und es handelte sich offenbar um einen eindeutigen Mordanschlag. Entsprechend wurde auch eine Mordanklage erhoben. Bei der politisch motivierten Gerichtsverhandlung wurde Tillman aber wegen angeblicher Notwehr freigesprochen. Naturgemäß war das Urteil umstritten, aber rechtskräftig. James Tillman kehrte anschließend nach Edgefield zurück und starb am 1. April 1911 in Asheville an Tuberkulose.